# Glaphyropyga dryas
Glaphyropyga dryas là một loài ruồi trong họ Asilidae. Glaphyropyga dryas được Fisher miêu tả năm 1982. Loài này phân bố ở vùng Tân nhiệt đới.